# Mastigoteuthis
Mastigoteuthis Verrill, 1881 è un genere di molluschi cefalopodi appartenente alla famiglia Mastigoteuthidae.

## Descrizione
I membri del genere Mastigoteuthis sensu stricto hanno mantello allungato subcilindrico che si restringe a punta solo nella parte posteriore con pinne molto ampie, lunghe circa il 65% della lunghezza del mantello e di forma ovoidale o circolare. Le braccia sono bordate da espansioni laterali membranose; il quarto paio di braccia è assai più lungo (fino al 140% della lunghezza del mantello) e spesso delle altre. Le ventose delle braccia sono in due serie e non possiedono uncini. I tentacoli sono lunghissimi e sottili, con clava tentacolare non espansa dotata di numerosissime ventose estremamente piccole e disposte irregolarmente in numerose file. Nella parte prossimale della clava tentacolare una porzione di ventose è separata dalle altre formando un cuscinetto di forma grossolanamente circolare.La colorazione dell'animale vivo è rossiccia o marrone. La distinzione dai generi affini che sono stati separati da Mastigoteuthis si basa, oltre che su caratteri genetici anche su caratteri morfologici tra i quali la conformazione dell'imbuto e del suo sistema di chiusura e l'aspetto del gladio. Altri caratteri che consentono l'identificazione del genere sono la presenza di fotofori sul tegumento molto piccoli ognuno dei quali coperto da un cromatoforo scuro, la presenza di un piccolo fotoforo sul seno oculare e le ventose delle braccia dotate di denti acuti nella parte distale. 
Nell'adulto il mantello misura fino a 20 cm.

## Distribuzione e habitat
Il genere sembra avere distribuzione cosmopolita.
Sono animali batipelagici che possono vivere nelle vicinanze del fondale. Sembra che possano intraprendere piccoli spostamenti giornalieri ma non una vera e propria migrazione nictemerale.

## Biologia

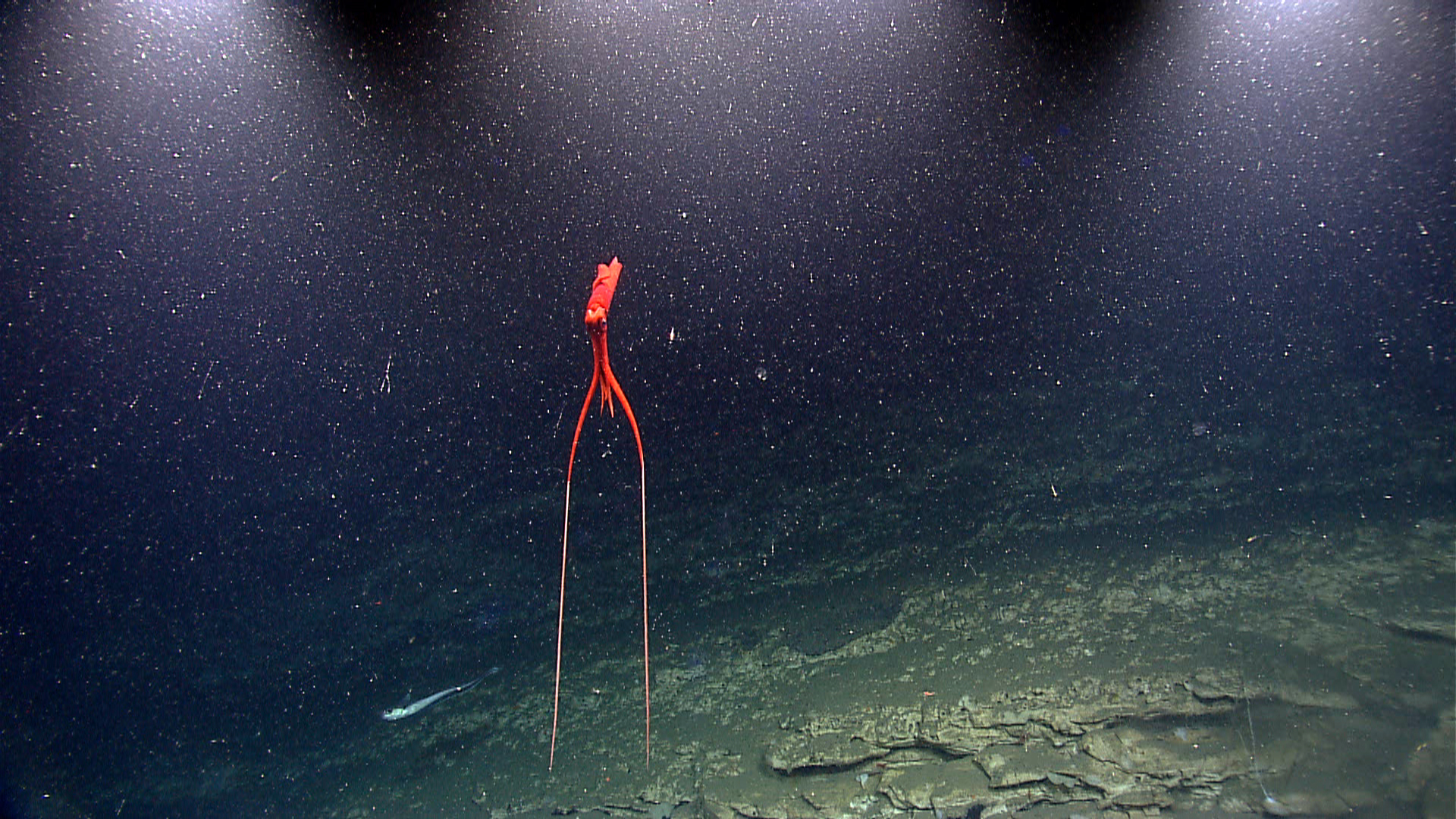
Mastigoteuthis sp. fotografato nell'ambiente di vita nel tipico atteggiamento di alimentazione

Poco nota.

### Alimentazione
Osservazioni subacquee mostrano che questi animali stazionano in posizione verticale spostandosi con ondulazioni delle pinne e tenendo i tentacoli a contatto con il fondale per catturare i piccoli invertebrati che vi vivono.

## Pesca
Inesistente.

## Tassonomia
Storicamente al genere Mastigoteuthis erano ascritte tutte le specie della famiglia Mastigoteuthidae.
Al 2024 il genere comprende le seguenti specie:
- Mastigoteuthis agassizii Verrill, 1881
- Mastigoteuthis dentata Hoyle, 1904
- Mastigoteuthis flammea Chun, 1908
- Mastigoteuthis glaukopis Chun, 1908
- Mastigoteuthis grimaldii  (Joubin, 1895)
- Mastigoteuthis psychrophila Nesis, 1977
- Mastigoteuthis schmidti Degner, 1925